# Miomantis buettneri
Miomantis buettneri es una especie de mantis de la familia Mantidae.

## Distribución geográfica
Se encuentra en Uganda y en Transvaal (Sudáfrica).